# William Hoffman
Henry William Hoffman (16 de mayo de 1925 – 12 de septiembre de 2009) fue un escritor estadounidense, que publicó trece novelas, cuatro libros de cuentos y dos obras de teatro.
William Hoffman ganó en 1992 el Premio Dos Passos y, cuatro años después, recibió el Premio O. Henry. En 1999, ganó el Dashiell Hammett Prize por su libro Tidewater Blood.  Su cuento "Dancer," publicado en The Sewanee Review, ganó en 1989 el Premio Andrew Lytle. Escribió novelas de misterio hacia el final de su carrera. Su primera novela, The Trumpet Unblown , reflejó sus horribles experiencias como médico en la Segunda Guerra Mundial.

## Obras
Novelas
- The Trumpet Unblown (1955)
- Days in the Yellow Leaf (1958)
- A Place for My Head (1960)
- The Dark Mountains (1963)
- Yancey's War (1966)
- A Walk to the River (1970)
- A Death of Dreams (1973)
- The Land That Drank the Rain (1982)
- Godfires (1985)
- Furors Die (1990)
- Tidewater Blood (1998)
- Blood and Guile (2000)
- Wild Thorn (2002)
- Lies (2005)

No-ficción
- Contract Killer (1992)

Cuentos cortos
- Virginia Reels (1978)
- By Land, By Sea (1988)
- Follow Me Home (1994)
- Doors (1999)